# Tribunal de Contas do Estado do Amazonas
O Tribunal de Contas do Estado do Amazonas (TCE-AM), desde a sua implantação em 1951, tem a missão constitucional de receber, analisar e avaliar as contas da esfera estadual e, a partir de 1995, com a extinção do Tribunal de Contas dos Municípios do Estado do Amazonas, também as contas de  todos os 62 municípios do estado, incluindo a capital Manaus. Tem como atual presidente a conselheira Yara Amazônia Lins, única mulher entre os membros da corte de contas, que foi eleita pela segunda vez para estar à frente do tribunal no Biênio 2024-2025.

## História

### A origem
Em 12 de outubro de 1950, o Governador Júlio Francisco de Carvalho Filho, cumprindo a determinação constitucional, encaminhou mensagem ao legislativo amazonense para discussão e aprovação do anteprojeto que criava o Tribunal de Contas do Estado do Amazonas. A matéria foi aprovada em regime de urgência naquela mesma data e levada à sanção governamental dois dias depois, convertendo-se na Lei n.º 747, de 14 de outubro de 1950.

### Extinção e restauração do TCE-AM
Em 31 de janeiro de 1951, Álvaro Botelho Maia assumiu o governo do Amazonas e, com sua eleição, houve a precarização das atribuições do recém-instalado Tribunal de Contas. O governo deixou de submeter seus atos de contratos, aposentadorias, reformas, pensões e, principalmente, suas contas, ao Tribunal de Contas, que também foi, desservido de mobiliário, de material de expediente, do mínimo necessário ao seu funcionamento.
Assim, em 16 de julho de 1951 o Tribunal de Contas do Amazonas foi extinto pela Lei nº 22, revogando a Lei de nº 747, de 14 de outubro de 1950, que o criara, e a Lei de nº 874, de 30 de dezembro de 1950, que instituíra sua Lei Orgânica. Complementando a extinção pelo governador Álvaro Maia, foram baixados atos de exoneração de todos os juízes e demais servidores não estáveis.
Antes mesmo de completar o seu terceiro ano de administração, Álvaro Maia restaurou o Tribunal de Contas, por meio da Lei nº 317, de 29 de novembro de 1954, assumindo como seu Presidente o juiz Coriolano Cidade Lindoso.

## Tribunais de Contas do Brasil

### Novas competências e funções
A importância da atuação dos Tribunais de Contas no equilíbrio do Estado de Direito foi reconhecida pela Constituição Federal de 1988 que promoveu um notável alargamento dos poderes conferidos às Cortes de Contas. Até o final do século passado,  predominava a verificação dos aspectos da legalidade, economicidade e eficiência, seja no exame das contas de qualquer natureza, seja nas auditorias de conformidade ou operacionais. A partir do início deste século, além desses aspectos, a ênfase tem sido dada, também, na efetividade das ações do poder público e no desempenho da gestão, que passaram a ser examinados nas auditorias de desempenho e no monitoramento da gestão.

### A ordem legal e o fortalecimento dos TCs
A Lei de Responsabilidade Fiscal – LRF (Lei Complementar n.º 101/2000), ampliou a abrangência e a importância dos Tribunais de Contas, com o aprimoramento e maior rigidez no controle da aplicação dos recursos públicos. Baseada nos princípios constitucionais da fiscalização, economicidade, publicidade, transparência e impessoalidade, o novo instrumento legal conferiu atuação destacada à função técnica das Cortes, quanto à fiscalização contábil, financeira, orçamentária, operacional e patrimonial dos jurisdicionados, atendendo ao interesse da sociedade.  A ênfase na fiscalização, preventiva e concomitante, fortaleceu, sobremaneira, a instituição Controle Externo.
Além das atribuições previstas na Constituição e na Lei de Responsabilidade Fiscal, vários outros instrumentos jurídicos têm dado aos Tribunais de Contas maiores competências e responsabilidades.

## Competências
O Tribunal de Contas do Estado do Amazonas, com previsão e competência definidas na Constituição do Estado, é um Órgão de controle externo, com poder judicante e autonomia administrativa, que auxilia o Poder Legislativo, estadual e municipal, com a missão constitucional de exercer a fiscalização contábil, financeira, orçamentária, operacional e patrimonial do Estado e dos Municípios do Amazonas e das respectivas entidades da administração indireta e entidades controladas, direta ou indiretamente, pelos poderes públicos.
No exercício do controle externo, no julgamento das contas e na fiscalização que lhe compete, o Tribunal decide sobre a legalidade, legitimidade e economicidade dos atos e das despesas deles decorrentes, procedimentos licitatórios e dos termos de autorização, concessão, cessão, doação, permissão de qualquer natureza, a título oneroso ou gratuito, bem como aplicação de subvenções e renúncia de receitas.
O Tribunal tem jurisdição própria e privativa em todo território estadual sobre as pessoas e matérias sujeitas à sua competência. Estende-se também aos órgãos, repartições, serviços e pessoas que, fora do território do Estado, completem o seu aparelho administrativo.
Suas competências são regidas pela Lei Nº 2.423, de 10 de dezembro de 1996 (Lei Orgânica do TCE-AM).

## Estrutura
A estrutura do Tribunal é constituída de:
- Corpo Deliberativo. Constituído de três Órgãos Colegiados, representados pelo Tribunal Pleno, composto por sete Conselheiros e pelas Primeira e Segunda Câmaras, cada uma com três Conselheiros.
- Direção-Geral. Exercida pelo Presidente com auxílio do Vice-Presidente, eleitos pelo Tribunal Pleno, dentre os sete Conselheiros que o compõem.
- Corregedoria-Geral
- Ouvidoria
- Escola de Contas Públicas do Amazonas
- Auditores, em número de quatro.

## Composição atual
Segundo disposto na Constitucional Federal e na Súmula 653 do STF, os tribunais de contas estaduais são compostos por 7 conselheiros, sendo 4 destes nomeados pela Assembleia Legislativa Estadual, e 3 nomeados pelo Governador do Estado, da seguinte forma:
- Uma vaga entre auditores junto ao tribunal de contas.
- Uma vaga entre membros do ministério público junto ao tribunal de contas.
- Uma vaga à livre escolha do Governador.

Atualizado em 18 de outubro de 2023. 
| Nº | Nome                                    | Nascimento              | Formação Acadêmica | Data da posse          | Data Limite (Aposentadoria) | Origem                                     | Nomeação por                       | Observações |
| -- | --------------------------------------- | ----------------------- | --- | ---------------------- | --------------------------- | ------------------------------------------ | ---------------------------------- | --- |
| 1  | Érico Xavier Desterro e Silva           | 1 de janeiro de 1964    | Bacharel em Direito pela Faculdade de Direito da Universidade Federal do Amazonas, UFAM (1981-1985). Mestre em Direito pela Universidade de São Paulo – USP.                                                                | 25 de abril de 2006    | 2039                        | Vaga do Ministério Público de Contas       | Eduardo Braga                      | - Atual presidente do TCE/AM. - Nomeado na vaga do Governador do Estado destinada ao membro do Ministério Público junto ao tribunal de Contas. |
| 2  | Yara Amazônia Lins Rodrigues dos Santos | 5 de abril de 1957      | Graduação em Ciências Contábeis pela Universidade Federal do Amazonas e em Direito pela Universidade Paulista | 17 de junho de 2014    | 2032                        | Vaga dos auditores junto ao TCE            | José Melo                          | - Atual vice-presidente do TCE/AM. - Nomeada na vaga do Governador do Estado destinada a auditores junto ao tribunal de contas. |
| 3  | Ari Jorge Moutinho da Costa Júnior      | 28 de outubro de 1972   | Graduado em Administração de Empresas, com especialização em Comércio Exterior | 26 de dezembro de 2008 | 2047                        | Vaga de livre escolha do Governador        | Eduardo Braga                      | - Atual corregedor-geral do TCE/AM. - Nomeado na vaga de livre escolha do Governador do Estado - Foi vereador, deputado federal e secretário estadual. |
| 4  | Josué Cláudio de Souza Neto             | 1 de maio de 1975       | Graduação em Ciências Econômicas pela Universidade Federal do Amazonas | 17 de março de 2021    | 2050                        | Vaga da Assembleia Legislativa do Amazonas | Assembleia Legislativa do Amazonas | - Atual ouvidor-geral do TCE/AM. - Foi vereador de Manaus e deputado federal, presidindo por três vezes aassembleia legislativa do Amazonas. |
| 5  | Mario Manoel Coelho de Mello            | 23 de julho de 1959     | Graduação em Gestão Pública pela Unieuro, em Brasília, e em Política e Estratégia pela Associação dos Diplomados da Escola Superior de Guerra                                                                               | 3 de setembro de 2015  | 2034                        | Vaga da Assembleia Legislativa do Amazonas | Assembleia Legislativa do Amazonas | - Atual Coordenador-geral da ECP do TCE/AM. |
| 6  | Júlio Assis Corrêa Pinheiro             | 18 de janeiro de 1961   | Graduado em Direito pela Fundação Universidade do Amazonas | 24 de maio de 2005     | 2036                        | Vaga da Assembleia Legislativa do Amazonas | Assembleia Legislativa do Amazonas | - Exerceu a presidência da Corte no biênio 2010-2011. |
| 7  | Luis Fabian Pereira Barbosa             | 19 de fevereiro de 1980 | Graduação em Direito da Universidade do Estado do Amazonas (UEA), doutor em Direito pela Universidade Católica de Santa Fé, na Argentina, e Mestre em Direito do Estado pela Universidade Federal de Santa Catarina (UFSC). | 5 de abril de 2022     | 2055                        | Vaga da Assembleia Legislativa do Amazonas | Assembleia Legislativa do Amazonas | - Foi secretário municipal de Educação e secretário estadual de Educação do Amazonas, subsecretário municipal de Administração e Finanças da Semed/Manaus, Presidente do Instituto Cultural Brasil Estados Unidos (ICBEU/Manaus) e professor dos cursos de Graduação em Direito da Universidade do Estado do Amazonas (UEA). |